# Albirex Niigata
Albirex Niigata (japonsky アルビレックス新潟) je japonský fotbalový klub z města Niigata hrající v J2 League. Klub byl založen v roce 1955 pod názvem Niigata Eleven SC. V roce 1999 se připojili do J.League, profesionální japonské fotbalové ligy. Svá domácí utkání hraje na Denka Big Swan Stadium.

## Významní hráči
- Motohiro Jamaguči
- Keidži Kaimoto
- Naoja Kikuči
- Micuru Nagata
- Kišó Jano
- Gótoku Sakai
- Daisuke Suzuki
- Masaaki Higašiguči
- Musaši Suzuki
- Tacuja Tanaka